# Concurrentievoordeel
Men spreekt van concurrentievoordeel in de economie wanneer een onderneming op een bepaalde markt een product kan aanbieden dat zich op een positieve manier onderscheidt van andere producten. Voordelen kunnen worden ingedeeld in:
Bedrijfskundige Michael Porter onderscheidt in zijn theorie van het concurrentievoordeel (de typologie van Porter) drie factoren die concurrentievoordeel bepalen: 
1. Concurrentievoordeel door lagere prijzen voor hetzelfde product (cost leadership).
2. Concurrentievoordeel door een beter of aantrekkelijker product (productdifferentiatie).
3. Concurrentievoordeel door focus op een bepaalde niche.

Bij het behouden van een technisch concurrentievoordeel speelt het octrooirecht een belangrijke rol.
Helaas ontstaat ook een concurrentievoordeel wanneer een bedrijf zich niet houdt aan wettelijke voorschriften. Dat is bijvoorbeeld het geval bij het niet respecteren van de Intellectuele eigendom, of bij de illegale visserij. 
In de biologie is er sprake van een concurrentievoordeel als een organisme (of soort) beter is aangepast aan de omgeving dan een ander organisme (of soort). 